# 興鳳道
興鳳道，清朝末期设置的道，属于奉天省。
光绪四年（1878年），设分巡奉天东边兵备道，驻凤凰厅。下辖兴京厅、凤凰厅、岫岩州、宽甸县、通化县、仁怀县。光绪二十九年（1903年），增海龙府。光绪三十二年（1908年），移驻安东县，十月，增辖莊河廳。光绪三十四年（1908年）增辖長白府。宣统元年（1909年），改为分巡奉天兴凤等处兵备道，管辖兴京府、怀仁县、凤凰厅、庄河厅。中華民國二年（1913年）1月，北京政府公布三個《劃一令》。次月，裁興鳳道，劃奉天全省為中路道、東路道、西路道、南路道、北路道5道。